# Nuppelvideo
NuppelVideo ist ein Containerformat für Audio-Video-Daten auf Festplattenrecordern oder ähnlichen Geräten. Die zugehörige Dateiendung lautet .nuv. Die Videospur wird dabei im Motion-JPEG-Format gespeichert.
Das Format stammt etwa aus dem Jahre 2001 und ist vor allem wegen seiner ineffizienten Codierung mittlerweile technisch überholt und wird nicht mehr verwendet. Es gibt jedoch einige Programme, wie den VLC media player oder Avidemux, die dieses Format noch abspielen bzw. lesen können.